# Tragia boiviniana
Tragia boiviniana är en törelväxtart som beskrevs av Johannes Müller Argoviensis. Tragia boiviniana ingår i släktet Tragia och familjen törelväxter. Inga underarter finns listade i Catalogue of Life.